# Bắc Ruộng
Bắc Ruộng là một xã thuộc tỉnh Lâm Đồng, Việt Nam.

## Lịch sử
Ngày 16 tháng 6 năm 2025, Ủy ban Thường vụ Quốc hội ban hành Nghị quyết số 1671/NQ-UBTVQH15 về việc sắp xếp các đơn vị hành chính cấp xã của tỉnh Lâm Đồng năm 2025 (có hiệu lực cùng ngày). Trong đó, hợp nhất xã Măng Tố vào xã Bắc Ruộng.

## Địa lý
Xã Bắc Ruộng có vị trí địa lý:
- Phía Bắc giáp các xã Đạ Huoai 3 và Bảo Lâm 3
- Phía Nam giáp xã Tánh Linh
- Phía Đông giáp các xã Đồng Kho và La Dạ
- Phía Tây giáp xã Nghị Đức

Xã có diện tích 165,33 km², dân số năm 2025 là 18.949 người, mật độ dân số đạt 115 người/km².